# Renaissance Center 200 Tower
Renaissance Center 200 Tower – budynek w Detroit w USA. Został zaprojektowany przez John Portman & Associates. Jego budowa, rozpoczęta w roku 1973, zakończyła się w 1977 roku. Został wykonany w stylu modernistycznym. Ma 159 metrów wysokości i 39 pięter nadziemnych. Pod ziemią znajdują się jeszcze 2 kondygnacje. Jest jednym z 4 identycznych budynków wchodzących w skład Renaissance Center. Na 36. piętrze znajduje się założony przez Henry'ego Forda w 1987 roku The Renaissance Club, natomiast na 3. piętrze ulokowano teatr.